# Bosseval-et-Briancourt
 Bosseval-et-Briancourt  là một xã ở tỉnh Ardennes, thuộc vùng Grand Est ở phía bắc nước Pháp.